# Пак Сі Ху
Пак Сі Ху (кор. 박시후, нар. 3 квітня 1978, повіт Пуйо, провінція Південний Чхунчхон, Республіка Корея) — південнокорейський актор.

## Біографія
Пак Пхьон Хо народився 3 квітня 1978 року в маленькому містечку повіту Пуйо, провінції Південний Чхунчхон що знаходиться на західному узбережжі Корейського півострова. Свою кар'єру він розпочав у середині 1990-х років як актор масовки та виконавця епізодичних ролей. Справжній дебют на телебаченні для молодого актора стався у 2005 році коли він отримав роль у перших двох серіях популярного серіалу «Зухвале дівчисько Чхунхян». У наступних фільмах та серіалах він грав вже під сценічним ім'ям Пак Сі Ху. Підвищенню популярності Сі Ху сприяли другорядні ролі в серіалах «З якої зірки ти?» та «Іль Чі Ме». Першою головною роллю для актора стала роль у серіалі вихідного дня «Родинна честь».
Справжнім проривом в акторській кар'єрі для Сі Ху стала головна роль в історичному серіалі «Людина принцеси», який мав величезний успіх не тільки на батьківщині а і в багатьох азійських країнах. Вдало виконана роль чоловіка що не здатен вирішити що для нього головне, помста чи кохання до доньки свого ворога, дуже сподобалася глядачам та зробила з Сі Ху справжню зірку Корейської хвилі. У 2012 році він зіграв свою першу головну роль у кіно в трилері «Сповідь вбивці».
У 2017 році актор отримав головну чоловічу роль у сімейній драмі вихідного дня «Моє золоте життя», серіал став справжнім хітом у Кореї набравши рейтинг більш 40 % у національному ефірі. У 2019 році Сі Ху зіграв головну роль в містичній мелодрамі «Вавилон».

## Проблеми з законом
У лютому 2013 року Сі Ху був звинувачений 22-річною акторкою у зґвалтуванні. За словами дівчини після того як вони добряче випили у барі, вони поїхали до квартири Сі Ху де він її зґвалтував. Пак відкинув звинувачення, заявивши що статевий акт дійсно був але за взаємною згодою. Справа була залагоджена у досудовому порядку. Хоча обвинувального вироку не було, але через негативне ставлення до цієї справи у громадськості, актор декілька років не отримував жодної ролі. Режисери побоювалися що негативне ставлення до актора, відгукнеться на фільмі чи серіалі. Першою після скандалу роллю Сі Ху, стала роль у серіалі «Місцевий герой» що транслювався з січня 2016 року на кабельному каналі.

## Фільмографія

### Телевізійні серіали
| Рік       | Назва                           | Роль                 | Мережа    |
| --------- | ------------------------------- | -------------------- | --------- |
| 1994      | «Жінка мого сина»               |                      | MBC       |
| 1996      | «Братскі відносини»             |                      | MBC       |
| 1999      | «Сестрине дзеркало»             |                      | KBS1      |
| 2002      | «Сонячне світло на мені»        | Лі Сок Хун           | MBC       |
| 2005      | «Зухвале дівчисько Чхунхян»     | бойфренд Хон Чхе Рін | KBS2      |
| 2005      | «Давай одружимося»              | Кан Че Хо            | MBC       |
| 2006      | «З якої зірки ти?»              | Хан Чон Хун          | MBC       |
| 2007      | «Як зустріти ідеального сусіда» | Ю Чун Сок            | SBS       |
| 2008      | «Іль Чі Ме»                     | Сі Ху / Чха Доль     | SBS       |
| 2008      | «Родинна честь»                 | Лі Кан Сок           | SBS       |
| 2010      | «Королівський реверанс»         | Ку Йон Сік           | MBC       |
| 2010      | «Принцеса — прокурор»           | Со Ін У              | SBS       |
| 2011      | «Людина принцеси»               | Кім Син Ю            | KBS2      |
| 2012      | «Аліса з Чхонгдам-дона»         | Ча Син Чжо           | SBS       |
| 2016      | «Місцевий герой»                | Пек Сі Юн            | OCN       |
| 2017-2018 | «Моє золоте життя»              | Че До Гьон           | KBS2      |
| 2018      | «Чарівно / Жахливо»             | Ю Філіп              | KBS2      |
| 2019      | «Вавилон»                       | Чха У Хьок           | Chosun TV |
| 2020      | «Вітер, хмари та надгробок»     | Чхве Чхон Чжун       | Chosun TV |

### Фільми
| Рік  | Назва                                                    | Роль         |
| ---- | -------------------------------------------------------- | ------------ |
| 2000 | «Чхунхян»                                                | масовка      |
| 2007 | «Пан Куля»                                               |              |
| 2010 | «Хару: Незабутній день в Кореї» (Короткометражний фільм) |              |
| 2012 | «Сповідь вбивці»                                         | Лі Ду Сок    |
| 2014 | «Аромат»                                                 | Кан Ін Чжун  |
| 2018 | «Після кохання»                                          | Кім Сон Чжун |

## Нагороди
| Рік  | Нагорода                             | Категорія                                               | Робота                          | Результат | Прим.  |
| ---- | ------------------------------------ | ------------------------------------------------------- | ------------------------------- | --------- | ------ |
| 2007 | 15-та Премія SBS драма               | Нова зірка                                              | «Як зустріти ідеального сусіда» | Перемога  |        |
| 2009 | 17-та Премія SBS драма               | Нагорода за майстерність (актор спеціальної драми)      | «Родинна честь»                 | Перемога  | [ 13 ] |
| 2010 | 29-та Премія MBC драма               | Нагорода за майстерність (актор)                        | «Королівський реверанс»         | Перемога  |        |
| 2010 | 18-та Премія SBS драма               | Нагорода за високу майстерність (актор серіалу)         | «Принцеса — прокурор»           | Номінація |        |
| 2011 | Премія Ікона стилю                   | Відкриття SIA's                                         | Н/Д                             | Перемога  | [ 14 ] |
| 2011 | 25-та Премія KBS драма               | Краща пара разом з Мун Чхе Вон                          | «Людина принцеси»               | Перемога  | [ 15 ] |
| 2011 | 25-та Премія KBS драма               | Нагорода за популярність                                | «Людина принцеси»               | Перемога  | [ 15 ] |
| 2011 | 25-та Премія KBS драма               | Нагорода за майстерність (актор середньотривалої драми) | «Людина принцеси»               | Номінація | [ 15 ] |
| 2011 | 25-та Премія KBS драма               | Нагорода за високу майстерність (актор)                 | «Людина принцеси»               | Перемога  | [ 15 ] |
| 2012 | 48-ма Премія мистецтв Пексан         | Кращий актор телебачення                                | «Людина принцеси»               | Номінація |        |
| 2012 | Сеульська міжнародна премія драми    | Видатний корейський актор                               | «Людина принцеси»               | Номінація |        |
| 2012 | Телевізійний фестиваль в Монте-Карло | Видатний актор драматичного серіалу                     | «Людина принцеси»               | Номінація |        |
| 2013 | 50-та Премія Великий дзвін           | Кращий новий актор                                      | «Сповідь вбивці»                | Номінація |        |
| 2015 | Премія модель люксового бренду       | Топ-зірка Корейської хвилі                              | Н/Д                             | Перемога  | [ 16 ] |
| 2017 | 31-а Премія KBS драма                | Нагорода за майстерність (актор серіалу)                | «Моє золоте життя»              | Перемога  | [ 17 ] |
| 2017 | 31-а Премія KBS драма                | Краща пара разом з Сін Хє Сон                           | «Моє золоте життя»              | Перемога  | [ 17 ] |
| 2018 | 11-та Премія корейської драми        | Нагорода за високу майстерність (актор)                 | «Моє золоте життя»              | Номінація | [ 18 ] |
| 2018 | 6-та Премія «Зірок МААТР»            | Нагорода за високу майстерність (актор серіалу)         | «Моє золоте життя»              | Номінація | [ 19 ] |
| 2018 | 32-га Премія KBS драма               | Нагорода за майстерність (актор мінісеріалу)            | «Чарівно / Жахливо»             | Номінація |        |